# Solitario (Windows)
Solitario è un gioco per computer incluso in Microsoft Windows, basato sul solitario di carte Klondike.
Microsoft ha incluso il gioco come parte del sistema operativo Windows a partire da Windows 3.0, nel 1990. Il gioco è stato sviluppato nel 1989 dall'allora stagista Wes Cherry, che notoriamente non ha ricevuto royalty per il suo lavoro.
Il mazzo di carte è stato progettato dalla designer Susan Kare.
Microsoft intendeva utilizzare il gioco Solitario "per permettere di familiarizzare con il mouse", in un periodo in cui molti utenti avevano ancora scarsa familiarità con le nuove interfacce grafiche.
Solitario non è incluso nel sistema operativo Windows 8. Tuttavia, la Microsoft Solitaire Collection può essere scaricata gratuitamente dal Windows Store, che include il Solitario originale più altri 4 solitari. Venne invece reintrodotto in Windows 10.
Nel corso di maggio 2019, il Solitario è entrato nella Hall of Fame dei giochi.
Molte sono le app che ripropongono il Solitario anche in ambito mobile (Android o iOS) e che sono disponibili nei rispettivi store, tuttavia la Microsoft Solitaire Collection è disponibile anche su Android e iOS.